# Sarpsborgstadion
Sarpsborg stadion is een voetbalstadion in de Noorse stad Sarpsborg in de provincie Viken. Het stadion, geopend in 1930, is de thuisbasis van de fusieclub Sarpsborg 08 FF. In 2008 lag er rond het veld nog een atletiekpiste. 

## Sarpsborg Kunstisbane
De Sarpsborg Kunstisbane is een kunstijsbaan in Sarpsborg in de provincie Østfold in het zuiden van Noorwegen. De rechthoekige ijsbaan is gelegen naast het Sarpsborg stadion. De ijsbaan is vooral in gebruik als bandybaan. De plaatselijke bandyclub Sarpsborg Bandyklubbs maakt gebruik van de ijsbaan. De kunstijsbaan is geopend in 1985 en tot stand gekomen met steun van de gemeente en vrijwilligers van de bandyafdeling van de Sarpsborg Fotballklubbs. 
De ijsbaan is in gebruik vanaf de tweede week van november tot en met februari - afhankelijk van de weersomstandigheden. 

## Voormalige ijsbaan Sarpsborg stadion
Het Sarpsborg Stadion is een voormalige natuurijsbaan in Sarpsborg in de provincie Østfold in het zuiden van Noorwegen. De ijsbaan lag op 31 meter boven zeeniveau. De natuurijsbaan was in gebruik van 1906 tot 1990. 